# 新海怡廣場

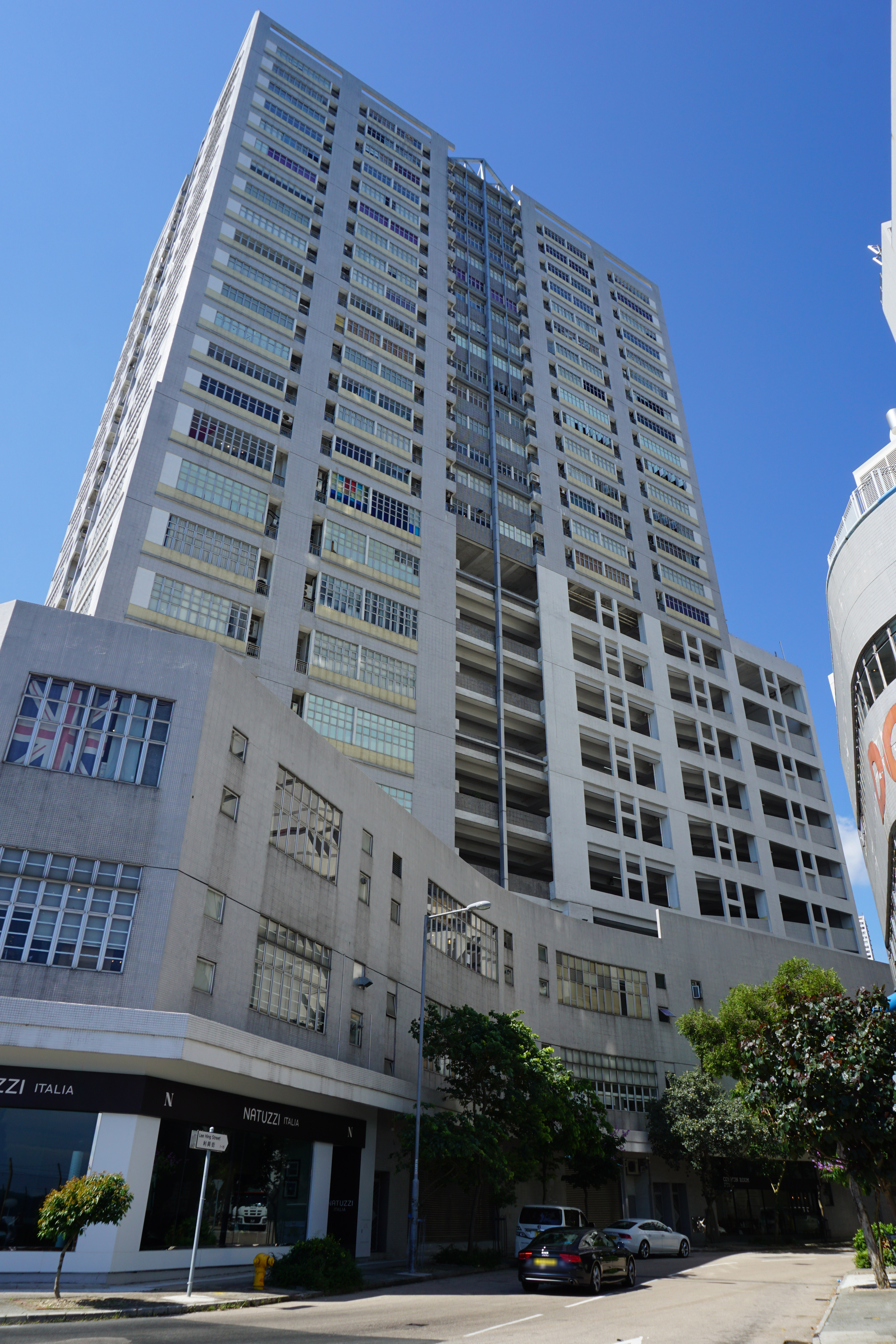
新海怡廣場

新海怡廣場（英語：Horizon Plaza）原名海怡工貿中心，現在是香港一座購物中心，也是華廈置業有限公司旗下物業，位於南區鴨脷洲西南部的鴨脷洲工業區內，由工業大廈活化而成。2010年1月28日，財政司司長曾俊華到該廈實地視察活化工業大廈如何成功帶動新經濟動力。

## 簡介
海怡工貿中心於1993年落成，作為工業用途，由於該廈本身沒有預留大量人流穿梭的緣故，所以升降機上落速度較緩慢。2003年，該廈獲城市規劃委員會批准，改作商業用途，地區地政會議亦於翌年批准其契約修訂。隨著該廈逐漸轉型為一幢集零售及家居擺設為主的商場，海怡工貿中心於2009年改稱新海怡廣場。現時新海怡廣場設有逾150間店鋪，以名牌折扣商場及家具設計公司為主，佔用率達95%。該廈由於吉祥的緣故，不設13樓、14樓、23樓及24樓，名義上樓高28層，但實際只有24層。值得一提的是，該廈表面看似與旁邊的港燈電燈大樓相連，但實際上從裡面是無法通往港燈電燈大樓的。

## 特色
天台面向利東邨方向有很多抽氣扇在轉動是該廈的特色。

## 類近建築
- 港灣工貿中心

## 商戶資料
至2023年3月為止，入駐的商戶有:
28樓 TREE, Tree Café
27樓  Moda Mia Outlet, Max Mara, MARNI, Maje, HUGO BOSS, DIESEL
26樓 Le Carpet Studio, Zzue Creation, Crack & Anecdote, CarpetBuyer
25樓 Lane Crawford Warehouse, 夏姿‧陳 
22樓 The Swank Outlet, Sift Patisserie, D-mop Outlet
21樓 Joyce 2102 , 艾绰（北京）商贸有限公司
20樓 東方家居
19樓 恐龍玩具城, Sandro, Nerd Kids For Living, MOISELLE Outlet, Loewe
18樓 上海灘, Ralph Lauren Factory Outlet, Marc Jocobs, IMAGINEX FASHION OUTLET, Brooks Brothers, Anteprima / Anteprima Wirebag / Atsuro Tayama / A.T by Atsuro Tayama / COCKTAIL / Henry Cuir / Marimekko, agnès b. OUTLET
17樓 Silk-ka Living Ltd, Sangiacomo, PAIDI Kidsworld
16樓 The Birdcage, TAKUMI, Phoenix Curtains, Matuzzi Editions, HC28
15樓 JMStyle Furniture & Gallery, Irony Home, DPM®睡對點 度身調配床褥 • Finlayson™, Artura Ficus
12樓 易居, 新花園, Shop Orion, Pacific Gourmet, Limestone Coast Wines Limited
11樓 生活元素, 歐品傢俬, FLEXA, Commune Life
10樓 全層, Whiskers N Paws Café, Whiskers N Paws
9樓 名將作, Glencraft Mattresses, Everything Under The Sun
8樓 Indigo Atelier, Habour Outdoor, Casa Modernism
7樓 園藝廊, MOD - European Home Furniture
6樓 Indigo Living
5樓 OVO, 戶外本營
4樓 傑尼亞, Salvatore Ferragamo, Chloé
2樓 TImothy Oulton
1樓 Tequila Kola
地下 Savoir Beds / Luxury Bed Studio, Roche Bobois, Natuzzi Italia

## 地址
香港鴨脷洲利榮街2號，每日營業時間為10:00-19:00。

## 交通
有穿梭巴士接駁至公共巴士站，候車處位於大廈地下停車場G/F。停靠地點為海怡半島17座，以及鴨脷洲邨巴士總站。（根據香港運輸署規定，穿梭巴士現已停止向公眾開放，只能做為員工巴士。）
服務時間為週一至週六，9:25-20:00，週日及公眾假期，9:40-20:00。工作日的繁忙時間，5分鐘一班，非繁忙時間（10-13，14-17），以及週日公眾假期為20分鐘一班。